# Faro de Raffles
El faro de Rafflesestá ubicado la isla Pulau Satumu en Singapur.

## Historia
Fue construido en 1855. El faro de Raffles lleva el nombre del fundador del Singapur moderno Thomas Stamford, y fue diseñado por el ingeniero John Bennett. Es el faro que queda más al sur del país, tiene un exterior blanco inmaculado, una cúpula con paneles de vidrio y accesorios de latón centenarios.
Usa una luz a base de electricidad, que emite tres destellos blancos cada 20 segundos y con un alcance de 20 millas náuticas. Tiene dos fareros de servicio y cada uno mantiene un turno alterno de 12 horas durante 10 días: pasan 10 días en el faro y luego 10 días libres en tierra firme, antes de que se repita el ciclo. En 2005, se instaló un Sistema de Identificación Automática (AIS) de ayudas a la navegación para transmitir información de posicionamiento adicional a los barcos. Este faro tiene paseos ocasionales ofrecidos por la Autoridad Marítima y Portuaria de Singapur.